# Колесін
Колесін (пол. Kolesin, нім. Goltzen) — село в Польщі, у гміні Бабімост Зеленогурського повіту Любуського воєводства.
Населення — 270 осіб (2011).

## Демографія
Демографічна структура станом на 31 березня 2011 року:
|          | Загалом | Допрацездатний вік | Працездатний вік | Постпрацездатний вік |
| -------- | ------- | ------------------ | ---------------- | -------------------- |
| Чоловіки | 128     | 21                 | 96               | 11                   |
| Жінки    | 142     | 23                 | 96               | 23                   |
| Разом    | 270     | 44                 | 192              | 34                   |